# Astryldy
Astryldy (Estrildinae) – podrodzina ptaków z rodziny astryldowatych (Estrildidae).

## Rozmieszczenie geograficzne
Podrodzina obejmuje gatunki występujące w Afryce i Azji.

## Systematyka
Do rodziny należą następujące rodzaje:

- Paludipasser Neave, 1909 – jedynym przedstawicielem jest Paludipasser locustella Neave, 1909 – trawinek czerwonolicy
- Ortygospiza Sundevall, 1850 – jedynym przedstawicielem jest Ortygospiza atricollis (Vieillot, 1817) – trawinek zmienny
- Amadina Swainson, 1827
- Amandava Blyth, 1836
- Uraeginthus Cabanis, 1851
- Spermophaga Swainson, 1837
- Pyrenestes Swainson, 1837
- Pytilia Swainson, 1837
- Hypargos Reichenbach, 1862
- Euschistospiza Wolters, 1943
- Clytospiza Shelley, 1896 – jedynym przedstawicielem jest Clytospiza monteiri (Hartlaub, 1860) – kroplik brązowobrzuchy
- Lagonosticta Cabanis, 1851
- Nesocharis Alexander, 1903
- Coccopygia Reichenbach, 1863
- Mandingoa E. Hartert, 1919 – jedynym przedstawicielem jest Mandingoa nitidula (Hartlaub, 1865) – perlik
- Cryptospiza Salvadori, 1884
- Parmoptila Cassin, 1859
- Nigrita Strickland, 184
- Delacourella Wolters, 1949 – jedynym przedstawicielem jest Delacourella capistrata (Hartlaub, 1861) – astryld białolicy
- Brunhilda Reichenbach, 1862
- Estrilda Swainson, 1827